# 安德烈·盧戈沃伊
安德烈·康斯坦丁諾維奇·盧戈沃伊（俄语：Андре́й Константи́нович Лугово́й，1966年9月19日—），俄罗斯政治家、商人，俄罗斯联邦国家杜马议员，俄罗斯自由民主党成员，曾担任克格勃保镖。因涉嫌暗杀投奔英国的前俄罗斯特工亞歷山大·瓦爾杰洛維奇·利特維年科而遭到英国警方的通缉。俄罗斯拒绝了英国引渡盧戈沃伊的请求。